# Väinö Muinonen
Viktor (Väinö) Muinonen (Lappeenranta, 30 december 1898 – Imatra, 10 juni 1978) was een Finse marathonloper. Hij werd Europees kampioen en tweemaal Fins kampioen in deze discipline. Ook nam hij eenmaal deel aan de Olympische Spelen, zonder bij die gelegenheid in de prijzen te vallen.

## Loopbaan
Muinonen nam in 1936 tijdens de Olympische Spelen in Berlijn deel aan de marathon en behaalde de vijfde plaats.
Twee jaar later, tijdens de Europese kampioenschappen in Parijs, veroverde hij in deze discipline de gouden medaille.
Acht jaar later toonde Muinonen aan dat hij, ondanks de oorlog, nog niets van zijn kwaliteiten als langeafstandsloper had ingeboet. Tijdens de EK in Oslo dat jaar werd hij tweede achter zijn landgenoot Mikko Hietanen.

## Titels
- Europees kampioen marathon - 1938
- Fins kampioen marathon - 1937, 1940

## Persoonlijke records
| Onderdeel | Prestatie | Datum            | Plaats       |
| --------- | --------- | ---------------- | ------------ |
| 10.000 m  | 34.06,0   | 18 augustus 1918 | Savitaipale  |
| marathon  | 2:33.03   | 21 juli 1946     | Vuoksenniska |

## Palmares

### marathon
- 1935: 4e marathon van Helsinki - 2:30.11,0
- 1936: 5e OS in Berlijn - 2:33.46
- 1937:  Finse kamp. in Viipuri - 2:35.44,4
- 1938:  EK in Parijs - 2:37.28,8
- 1940:  Finse kamp. in Tampere - 2:40.53,8
- 1940:  marathon van Bologna - 2:39.23,8
- 1945:  marathon van Vuoksenniska - 2:23.16,6
- 1946:  EK in Oslo - 2:26.08[1]
- 1947: 9e Boston Marathon - 2:38.59
- 1948: 6e marathon van Turku - 2:36.39